# Hypsipetes borbonicus
Hypsipetes borbonicus е вид птица от семейство Pycnonotidae.

## Разпространение
Видът е разпространен в Реюнион.